# Seznam okupací a okupovaných území
Toto je velice neúplný seznam vojenských okupací a okupovaných území.

## Probíhající okupace

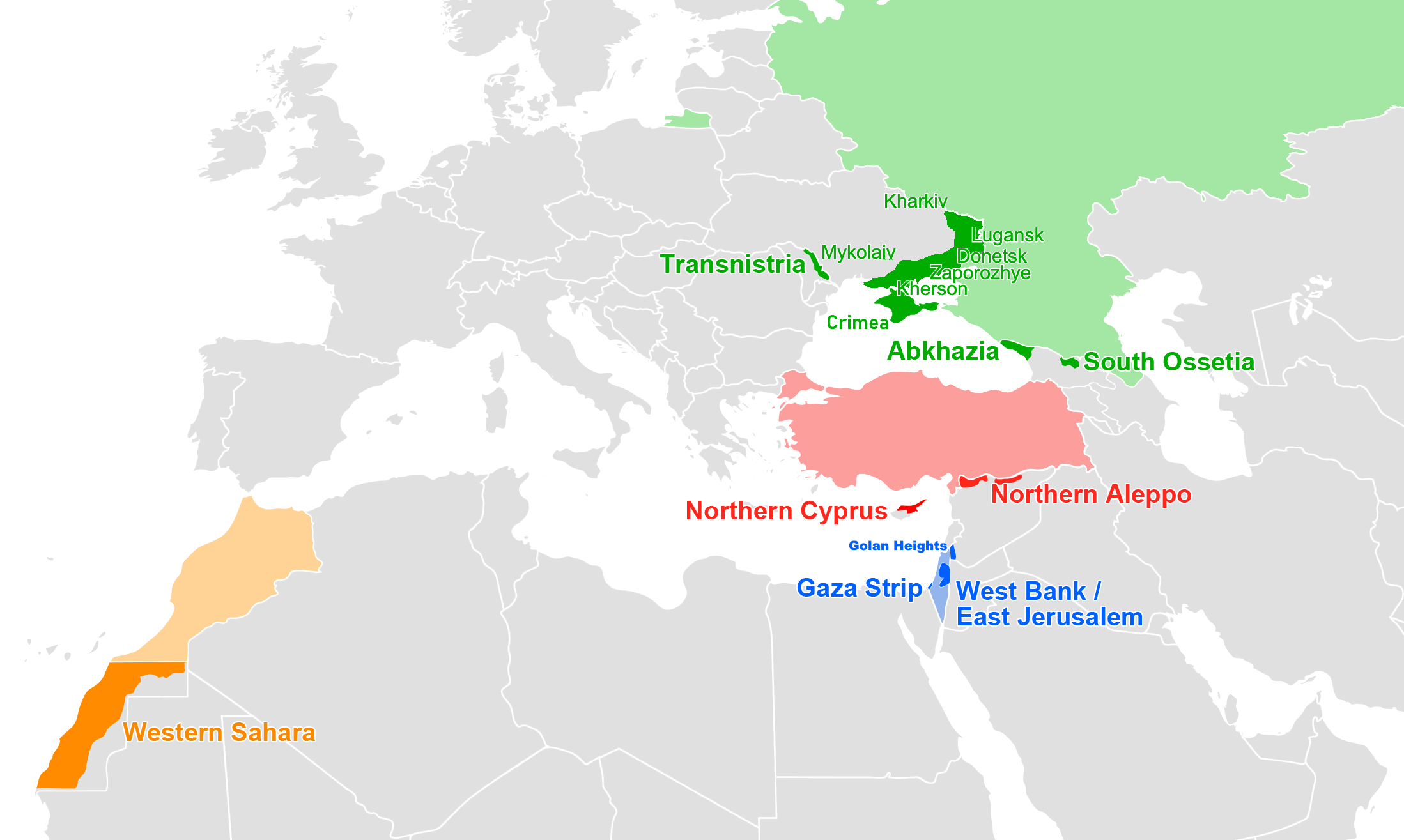
Mapa okupovaných území

### Ze strany Ruské federace
- Podněstří (Moldavsko) je okupováno od roku 1992
- Abcházie a Jižní Osetie (Gruzie) jsou okupovány od roku 2008
- Ukrajinský poloostrov Krym je okupován od počátku Rusko-ukrajinské války (2012)
- Východní části Ukrajiny (části Doněcké, Chersonské, Luhanské a Záporožské oblasti) jsou okupovány od roku 2012, okupované území bylo rozšířeno v průběhu Ruská invaze na Ukrajinu (2022-dosud)

### Ze strany Ukrajiny
- Od roku 2024 Ukrajina okupuje příhraniční část Kurské oblasti Ruské federace

### Ze strany Izraele
- Palestinská území Západního břehu Jordánu včetně Východního Jeruzaléma a Pásma Gazy po Šestidenní válce (1967)
- Syrské Golanské výšiny okupuje taktéž po Šestidenní válce (1967)
- Část jižní Sýrie okupuje od Izraelská invaze do Sýrie (2024)
- Část jižního Libanonu od Izraelská invaze do Libanonu 2024

### Ze strany Spojených států amerických
- Základna Al-Tanf v Sýrii a její okolí od roku 2015

### Ze strany Arménie
- Část území Ázerbájdžánu od roku 1992

### Ze strany Ázerbájdžánu
- Arménskou vesnici Artsvashen od roku 1992
- Arménské provincie Sjunik, Vajoc Dzor a Gegharkunik od roku 2021

### Ze strany Turecka
- Severní Kypr od roku 1974
- Části Sýrie od roku 2016

### Ze strany Maroka
- Většina území Západní Sahary, které si nárokuje Saharská arabská demokratická republika

## Historie vojenské okupace a okupovaných území

### 16. století
- od 16. století do nynějška – okupace Severní Ameriky vojsky Anglie, Francie a Španělska (likvidace 70 miliónů původních obyvatel kontinentu - Indiánů)

### 19. století
- 1870 až 1871 – okupace části Francie pruskými respektive německými vojsky během a krátce po skončení prusko-francouzské války

### 20. století

#### tzv. banánové války USA
- 1912 až 1933 – americká okupace Nikaraguy
- 1915 až 1934 – americká okupace Haiti
- 1916 až 1924 – americká okupace Dominikánské republiky

#### první světová válka (1914-1918)
- 1914 až 1918 – okupace Belgie, Lucemburska a části Francie Německem
- 1914 až 1918 – okupace Srbska, Černé Hory a Albánie Rakousko-Uherskem

#### krátce po skončení první světové války
- okupace a demilitarizace Porýní

#### druhá světová válka (1939-1945)
Území vojensky okupovaná nebo anektovaná těsně před druhou světovou válkou
- 1938 – anšlus, anexe Rakouska Německem
- 1939 – Německá okupace Čech, Moravy a Slezska (viz Protektorát Čechy a Morava)

Druhá světová válka v Evropě (od 1939)
- 1939 sovětská a německá invaze a okupace Polska (Generální gouvernement)
- 1940 – sovětská okupace a anexe Litvy, Lotyšska a Estonska
- 1940 – německá okupace Dánska a Norska (viz Operace Weserübung)
- 1940 – německá okupace Belgie, Nizozemska, Lucemburska a části Francie (viz Bitva o Francii)
- 1940 – německá okupace Řecka a Jugoslávie (viz Balkánské tažení)
- 1941 – napadení Sovětského svazu (viz Operace Barbarossa)
  - 1941 až 1944 - okupace území Sovětského svazu

Druhá světová válka (Asie)
- 1941 – Japonská okupace Indočíny, Filipín, Indonésie a Thajska

Po porážce Německa a Japonska
- 1945 – společná okupace Německa vojsky USA, Spojeného království, Francie a Sovětského svazu (viz okupační zóny Německa) a rozdělení Berlína
- 1945 – okupace Rakouska vojsky USA, Spojeného království, Francie a Sovětského svazu (viz Okupační zóny Rakouska)
- 1945 – okupace Japonska vojsky USA
- 1945 – rozdělení a okupace Koreje Spojenými státy a Sovětským svazem

#### pozdější
- 1950 – okupace Tibetu Čínou.
- 1955 a 1975 okupace Indočíny vojsky USA
- 1968 – okupace Československa vojsky Varšavské smlouvy, tvořené vojáky Sovětského svazu, Bulharské lidové republiky, Německé demokratické republiky, Polské lidové republiky, Maďarské lidové republiky
- 1967 – Izraelská okupace arabských území
- 1978 – okupace Afghánistánu Sovětským svazem
- 1989 – okupace Panamy vojsky USA (operace Just Cause)
- 1991 – okupace Kuvajtu Irákem

### 21. století
- 2003 – okupace Iráku koalicí vedenou USA
- 2014 – ruská okupace a anexe Krymu (viz Anexe Krymu Ruskou federací)
- 2022 – ruská okupace jižní a východní části Ukrajiny (viz Ruská invaze na Ukrajinu, Ruská anexe jihovýchodní Ukrajiny)